# Wuppertal Zoologischer Garten
Wuppertal Zoologischer Garten – przystanek kolejowy w Wuppertalu, w kraju związkowym Nadrenia Północna-Westfalia, w Niemczech. Znajduje się tu 1 peron.